# Benjamin Balázs
Benjamin Balázs (ur. 26 kwietnia 1990 w Kaposvárze) – węgierski piłkarz, występujący na pozycji pomocnika.